# Восяхово
Восяхово — село в Шурышкарском районе Ямало-Ненецкого автономного округа России.

## География
Расположено на берегу реки Горная Обь, возле впадения притоков — реки Васяхъёган и протоки Атлярпосл. Площадь — 112 га..
Протяженность улично-дорожной сети всего составляет 5,1 км..
4 улицы: Береговая, Советская, Лесная и Юбилейная.
Расстояние
до районного центра Мужи: 20 км.
до окружного центра: Салехард 142 км.
Ближайшие населенные пункты
Усть-Войкар 10 км, Мужи 20 км, Везенгорт 21 км, Анжигорт 26 км, Старый Киеват 34 км, Выимгорт 36 км.

## Население
| 1989 | 2002 | 2010 | 2015 | 2021 |
| ---- | ---- | ---- | ---- | ---- |
| 410  | ↘409 | ↘382 | ↘355 | ↘345 |

По данным Всероссийской переписи населения 2010 г. численность населения посёлка составила 382 чел. Численность населения — 353 чел. (2013 г.).
| Нац-сть     | 2002, чел. | 2002, % | 2010, чел. | 2010, % |
| ----------- | ---------- | ------- | ---------- | ------- |
| Коми-зыряне |            |         | 172        | 45,03   |
| Ханты       |            |         | 158        | 41,4    |
| Русские     |            |         | 33         | 8,6     |
| Татары      |            |         | 3          | 0,8     |
| Не указали  |            |         | -          |         |

## История
С 2005 до 2022 гг. село входило в сельское поселение Мужевское, упразднённое в 2022 году в связи с преобразованием муниципального района в муниципальный округ.

## Транспорт
Транспортная зона села сформирована в южной части, где расположена вертолетная площадка. Ее планируют перенести с через протоку в западном направлении, и застройкой местности.

## Инфраструктура
Планировочная структура села — компактная, основой сложившейся структуры жилых кварталов является существующий транспортный каркас населённого пункта.
Жилые кварталы ориентированы с севера на юг. Жилая застройка представлена одноквартирными и двухквартирными жилыми домами с приусадебными участками, небольшая часть жилого фонда ветхая.
Общественный центр исторически сформировался в центральной части села по ул. Советская и Береговая. Здесь построены объекты общественно-делового, культурно-досугового, торгового назначения и общественного питания, учебно-образовательного назначения, здравоохранения, социального и коммунально-бытового назначения и др. Среди них: Восяховская СОШ «Образовательный центр», сельский клуб села Восяхово. Возводится школа-интернат на 95 мест.
Зонами рекреационного назначения в границах населенного пункта обозначены детские и спортивные площадки.
Зоны инженерной инфраструктуры расположены в центральной и северной частях села: объекты теплоснабжения (котельная), электроснабжения (дизельная электростанция), связи (антенно-мачтовые сооружения). Коммунально-складские зоны установлены в северо-восточной, вдоль берега с восточной стороны и в юго-восточной части. Коммунально-складская зона представлена складами ГСМ, складскими помещениями.
К юго-востоку и к северу от селитебной территории села установлены зоны специального назначения, в том числе: зона ритуального назначения существующего кладбища, складирования и захоронения отходов существующей свалки.
Планируется увеличение территорий для размещения застройки жилого, общественного, иного назначения. Проектными решениями предлагается упорядочение существующей жилой застройки села за счёт освоения свободных от застройки территорий и строительства новых жилых домов. Проектом предлагается формирование жилых зон в центральной и южной части.
За счёт сноса ветхих и размещения общественных объектов для нужд населения по ул. Советская и ул. Береговая предлагается упорядочение существующих общественных зон, где исторически сложился общественный центр. Предлагается создание новых зон общественно-делового назначения в центральной части, для размещения объектов учебно-образовательного, культурно-досугового назначения, по ул. Советская предлагается формирование общественной зоны под объект культового назначения.
Предусмотрено упорядочение существующих зон инженерной инфраструктуры, а также планируется размещение новых площадок в южной части под водоочистные сооружения (ВОС), в северо-восточной части под канализационные очистные сооружения (КОС).
Предлагается упорядочение существующих зон производственного и коммунально-складского назначения и формирование новой зоны коммунально-складского назначения в северо-восточной части для размещения складов ГСМ, с учётом выноса из жилой застройки. Проектом на территории с. Восяхово установлена зона объектов сельскохозяйственного назначения для размещения инвестиционной площадки в сфере развития агропромышленного комплекса. Сформирована зона рекреационного назначения в юго-западной части села с размещением площадки для массовых гуляний.